# Karel Kroupa
Karel Kroupa (Brno, 1950. április 15. –) csehszlovák válogatott cseh labdarúgó, csatár. Az 1977–78-as és az 1978–79-es csehszlovák bajnoki idény gólkirálya.

## Pályafutása

### Klubcsapatban
1966 és 1969 között a Spartak KPS Brno csapatában kezdte a labdarúgást. 1969 és 1971 között – sorkatonai szolgálata ideje alatt – a Dukla Tábor játékosa volt. 1971 és 1985 között a Zbrojovka Brno labdarúgója volt, kivéve az 1982–83-as idényt, amikor a TJ Gottwaldov csapatában játszott. Tagja volt a Zbrojovka 1977–78-as bajnokcsapatának. Ebben az idényben 20 góllal bajnoki gólkirály lett, amit a következő idényben megismételt, de akkor Zdeněk Nehodával holtversenyben szerzett 17 gólt.
1977-ben az év csehszlovák labdarúgójának választották.

### A válogatottban
1974 és 1980 között 21 alkalommal szerepelt a csehszlovák válogatottban és négy gólt szerzett.

## Sikerei, díjai
- az év csehszlovák labdarúgója (1977)

 Zbrojovka Brno
- Csehszlovák bajnokság
  - bajnok: 1977–78
  - gólkirály (2): 1977–78 (20 gól), 1978–79 (17 gól, Zdeněk Nehodával holtversenyben)